# Hedy Schlunegger
Hedy Schlunegger, coniugata Kaufmann (Wengen, 18 marzo 1923 – Grindelwald, 5 luglio 2003), è stata una sciatrice alpina svizzera.

## Carriera
Nel 1948 divenne la prima atleta donna della storia a vincere la medaglia d'oro alle Olimpiadi invernali nella discesa libera, trionfando a Sankt Moritz 1948.

## Palmarès

### Olimpiadi
- 1 medaglia, valida anche ai fini dei Mondiali:
  - 1 oro (discesa libera a Sankt Moritz 1948)